# Maladie de l'oreillette
La maladie de l'oreillette ou maladie rythmique de l'oreillette ou syndrome tachycardie-bradycardie est l'association d'un bloc sino-atrial paroxystique ou permanent, se manifestant par une bradycardie, voire une pause cardiaque, et d'une fibrillation atriale paroxystique ou un flutter atrial.
Les symptômes sont des malaises ou des pertes de connaissance, parfois des palpitations. 
Le traitement associe la pose d'un stimulateur cardiaque pour pallier le rythme lent et un traitement par médicaments antiaryhtmiques pour pallier les accès de rythme rapide. Un traitement par anticoagulant oral doit être discuté suivant le risque estimé de complications embolique.